# Combate Barreirinha Futebol Clube
O Combate Barreirinha Futebol Clube é um clube de futebol brasileiro sediado na cidade de Curitiba, no estado do Paraná.

## História

### Antecedentes
Com o fim da Segunda Guerra Mundial, o bairro Barreirinha contava com poucas casas e muitos terrenos baldios, mesmo assim, em cada campinho, as crianças costumavam a jogar futebol neles.
Pessoas, quando não tinham nada para fazer, costumavam a observar as crianças brincando, demonstrando um desejo de criar um clube na região para disputar amistosos e campeonatos entre outros clubes ao redor.

### Fundação
Havia um único barbeiro no bairro, Durval, que gostava de futebol. No dia 8 de maio de 1945, ele reuniu em sua residência: amigos e fregueses para concretizar o desejo de criar um clube de futebol no bairro. Por conta do fim da guerra, o nome "Combate Barreirinha" foi colocado em homenagem aos pracinhas brasileiros.

#### Primeira sede
A primeira sede foi na casa de Frederico Schiavon, improvisada. Durval teve uma rápida participação como presidente e Carlos Molitz como vice-presidente. A primeira diretoria oficial teve como mandatário o desportista Ângelo Cúnico.

### 1940–1990
O clube foi um dos fundadores da Terceira Divisão de Amadores, no ano de 1948; conquistando um 3° lugar na primeira edição. A década de 1970 ficou marcada pelas participações na Liga dos Minérios, criada por Leônidas Dias, que durou entre 1976 até 1985. Neste período o clube conquistou vários títulos.
No ano de 1981, voltou a disputar campeonatos amadores da capital, sendo campeão da segunda divisão em 1986 e 1989, subindo em 1990 para a divisão principal.

### Era de ouro (1990–2014)
A década de 1990 ficou marcada pelas várias conquistas em sequências. O clube foi tri-campeão suburbano em 1996, 1997 e 1998, garantindo vaga na Taça Paraná. Na edição de 1997, foi campeão. Na edição de 1998, ganhou do Danúbio, de Guarapuava, por 2 a 1 no primeiro jogo, e 5 a 2 no segundo jogo. Em 1999 e 2000, foi campeão novamente.
Foi campeão da Suburbana em 2002, 2004 e 2007. O clube novamente garantiu vaga na Taça Paraná, vencendo em 2002 e 2005, respectivamente; além de um vice-campeonato em 2003 e 2007 no período, perdendo para o Engenheiro Beltrão e Loandense respectivamente. O clube permaneceu na primeira divisão até 2014, quando foi rebaixado pela primeira vez.

### 2015–2018

#### Título da Suburbana - Série B (2015)
O clube iniciou a disputa da segunda divisão no Grupo B, goleando o Sergipe pelo placar de 5 a 0. O clube terminou na 1ª colocação, com 8 vitórias e 1 derrota. Na segunda fase, novamente terminou na liderança, com 11 pontos, empatado com o Imperial. Nas semifinais, enfrentou o União Capão Raso. Empatou as partidas pelo placar de 1 a 1 e 3 a 3 respectivamente, avançando por melhor campanha. Na final enfrentou o Uberlândia, repetindo os placares das semifinais, sagrando-se campeão da competição. Alex Pinhais, na época atleta do clube, marcou três gols no segundo jogo da final. Teve também um atleta como vice-artilheiro do torneio: Niko, com 16 gols.

#### Licenciamento das competições (2016–2018)
No ano de 2016, o clube teve o direito de participar da Taça Paraná pela conquista da segunda divisão, porém desistiu da competição alegando inviabilidade financeira. No dia 24 de maio, anunciou a desistência da Suburbana com a principal alegação sendo a de "não renovação de patrocinadores da temporada anterior aliada à crise econômica impossibilitando que o clube tenha condições de entrar na disputa". O clube permaneceu licenciado até 2019, quando confirmou sua participação na Série B Suburbana.

### 2019–2025
Na Série B Suburbana de 2019, o clube foi eliminado na primeira dase terminando na quinta colocação com 14 pontos, atrás do União Vila Torres, com 16 pontos. O clube não disputou o campeonato em 2020 e 2021, com a cancelação das temporadas por conta da Pandemia de COVID-19 no Paraná. Voltou em 2022, avançando para a 2ª fase na 4ª colocação do Grupo B. Na 2ª fase, terminou na penúltima posição com apenas 4 pontos; a frente do GR Ipiranga, com 1 ponto. No ano de 2023, nas semis-finais , o clube garantiu o acesso após vencer o Santíssima Trindade em agregado de 6 a 3. Após uma vitória de 1 a 0 e uma derrota de 2 a 1, o clube foi campeão da Série B da Suburbana após vencer o Grêmio Palmeirinha nas penalidades por 5 a 4.

## Títulos
| ESTADUAIS  | ESTADUAIS                          | ESTADUAIS | ESTADUAIS                          |
|            | Competição                         | Títulos   | Temporadas                         |
| ---------- | ---------------------------------- | --------- | ---------------------------------- |
|            | Taça Paraná                        | 6         | 1997, 1998, 1999, 2000, 2002, 2005 |
| MUNICIPAIS |                                    |           |                                    |
|            | Competição                         | Títulos   | Temporadas                         |
|            | Campeonato Curitibano              | 6         | 1996, 1997, 1998, 2003, 2004, 2007 |
|            | Campeonato Curitibano - 2ª Divisão | 4         | 1986, 1989, 2015 e 2023            |